# Slavinja
Slavinja (cyr. Славиња) – wieś w Serbii, w okręgu pirockim, w mieście Pirot. W 2011 roku liczyła 39 mieszkańców.